# Comando (unidad militar)

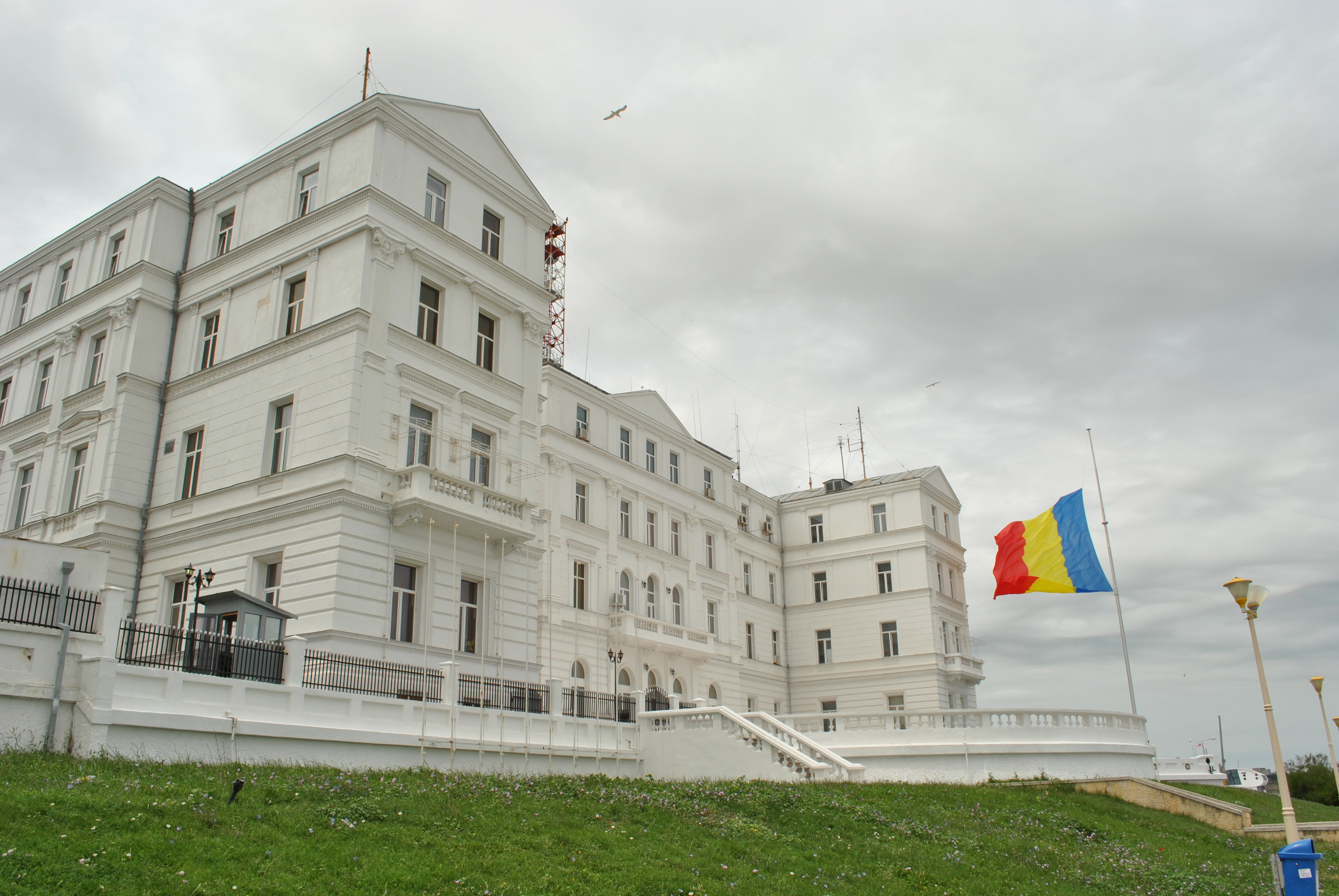
Edificio del Comando de la Flota de las Fuerzas Navales de Rumania.

El comando o jefatura es un conjunto de unidades militares bajo la conducción de un solo comandante militar. Se constituye por un comandante o jefe y un estado mayor o plana mayor que asesora y asiste a este para facilitar el ejercicio del mando. El comandante conduce a su estado mayor a través de un jefe de Estado Mayor. El comandante puede delegar cierta autoridad en el estado mayor para que resuelva asuntos comprendidos dentro de reglas previamente acordadas. Esto posibilita al comandante concentrarse en los aspectos esenciales de la conducción.
Como se explicó, toda unidad militar dispone de un comando que ejerce su conducción,

## Estados Unidos
En los Estados Unidos existen distintos tipos de comandos de combate (en inglés: combatant command o CCMD), es decir, comandos compuestos por elementos de dos o más fuerzas armadas, cuales son:
- Comando de combate unificado (unified combatant command): comando responsable de amplias misiones continuas bajo el mando de un solo comandante y compuesto por elementos de dos o más fuerzas armadas.[3]
- Comando de combate específico (specific combatant command): comando responsable de amplias misiones continuas.[3]
- Comando subordinado unificado (subordinated unified command): también denominado comando subunificado (subunified command); es un comando concebido para conducir operaciones de forma continua de acuerdo a los criterios establecidos para los comandos unificados. Es creado por el comando de combate con autorización del secretario de Defensa a través de la Junta de Jefes de Estado Mayor.[3]
- Fuerza de tareas conjunta (joint task force): fuerza de tareas compuesta por elementos de dos o más fuerzas armadas para desarrollar operaciones en un área geográfica o fundamentos funcionales cuando la misión tiene un objetivo específico y limitado y no requiere en general un control centralizado de la logística.[3]